# چشمه انجیر (صالح‌آباد)
چشمه انجیر (تربت جام)، روستایی از توابع بخش صالح‌آباد شهرستان تربت جام در استان خراسان رضوی ایران است.

## جمعیت
این روستا در دهستان جنت‌آباد قرار دارد و براساس سرشماری مرکز آمار ایران در سال ۱۳۸۵، جمعیت آن ۳۴۱ نفر (۶۱خانوار) بوده‌است.